# スイス公文学園高等部
スイス公文学園高等部（スイスくもんがくえんこうとうぶ、Kumon Leysin Academy of Switzerland、略称KLAS）は、1990年、学校法人公文学園がスイスに開校した日本人の生徒を中心とした私立の文部省認定の在外教育施設である。

## 立地・施設

### 立地
この学校はスイスのヴォー州にある、観光地、スキーリゾートとして有名なレザンという村に位置している。
校舎は、レザンアメリカンスクールと、その上の道の間にある斜面に平行して4棟建てられている。レザンの中心部ではないが、エーグル-レザン線主要駅 Leysin より徒歩10分に位置している。

### 施設
校舎は四棟あり、A棟、B棟、C棟、D棟と呼ばれている。その内、A棟は女子寮、C棟は男子寮として使われている。残りのB棟、D棟は職員室やアクティヴィティオフィス等の事務等に使われる部屋や授業でつかわれる部屋がある。

## 学校組織
この学校は日本の学校法人公文学園が出資、設立した現地法人が経営している学校である。また、この学校はスイス・Vaud州の「青年保護局」から認可を受けているとともに日本国の文部科学省から、「在外教育施設」の認定を受けているため、これにより、KLASの卒業生は日本の大学への入学資格が認められている。

## 教育課程とその方針
この学校は英語に重点をおいたプログラム（ESL等）を展開している。そのため、学校側が準備したTOEICを学校で受験する事などが出来る。また、この学校の文部科学省の学習指導要領に準拠しているアカデミックプログラムでは、11年生時（高校2年生）より進学目的に応じて、日本の大学への進学準備を行うMBPと、アメリカ、カナダを中心とする海外の大学への進学準備を行うAEP のいずれかの選択を行うことになっている。また、Exchange Program（交換留学プログラム）やSummer Abroad Program (SAP) なども希望した生徒は取る事が出来る。ただしほとんどのプログラムにおいて、参加を希望する生徒は生活態度や学習状況等を基準とした選考を受ける。設立法人が学校法人公文学園であることからか、公文式学習（英語、国語、数学）が正課としてとりいれられている。
- Exchange Program 
  - 12年生が希望する事が出来る、スイス国外の提携校との間で交換留学をすることができるプログラムである。これは提携校の高校生約20名（この人数は相手校の受け入れ状況によって変動する）がこの学校の12年生と共に夏学期プログラムの下で4週間学習し、その後同数のKLAS生が提携校の特別プログラムで4週間学習すると言うものである。

- Summer Abroad Program 
  - 夏休み中の英語圏の大学キャンパスでは、高校生・留学生向けのプログラム（SAPプログラム、SUMMER DISCOVERY）が実施されている。11学年の秋学期末までに学習態度や生活態度が良好かつTOEFLで450点以上等の条件を満たす生徒はKLASの許可を得て、これらのプログラムに単身で参加する事が出来る。

## スケジュール、年間行事
- 年間スケジュール 
  - この学校は細かく分けて5学期制で、それぞれの間に休暇がある。それぞれの学期の正式名称は夏学期 (Term 1)、秋学期前半 (Term 2)、秋学期後半 (Term3)、春学期前半 (Term 4)、春学期後半 (Term 5)となっている（しかし、秋学期後半と春学期前半はレザンは季節的に冬である）。

- 時間割 
  - 基本的に授業は8:00～15:25（金曜日は15:10）までの7時限制（夏学期は6時限制）で、夏学期は40分間、それ以外の学期は50分間となっている。また、全寮制であることから、生徒には日曜日から木曜日の7時から9時を「スタディーホール」として自室で静粛に学習する事が義務づけられている。学習の必要性がある場合（主にスタディーホールで足りなかった場合）、「レイトライト」と言ってその日のDuty Teacher（当直）に事前に許可を申請すれば就寝時間を延長して勉強できる制度がある。

- 学校旅行 
  - この学校は秋学期（Term2,3）と春学期後半（Term5）にそれぞれSeptember TripとSwiss Cultural TripとEuropian Cultural Tripがある。それらはそれぞれ、一週間程度、スイス国内やヨーロッパを旅行する修学旅行と位置づけられている（生徒は行き先を希望する事が出来る）。また、Swiss Cultural TripとEuropean Cultural Tripのあとに生徒はトリップレポートを書く事になっている。12年生はSwiss Cultural TripがSenior Tripになり、行き先は12年生全員がイタリアのヴェニス・ベローナとなる。

- 生徒による行事 
  - KLASは生徒による行事が盛んな学校である。

- - 11月中旬　Kumolympics
    - 生徒会主催のいわゆる体育祭。赤、青、黄、の3チームに全校生徒が分かれ、各種競技と応援合戦（近年は「ダンス・コンペティション」になりつつある）の点数を競う。

- - 2月中旬　Open House 
    - 生徒会主催のいわゆる文化祭。地元レザンや近隣の欧州人、また近隣在住の邦人に日本文化、並びにKLASを紹介する目的で行なわれる。出し物としては、日本食レストラン、学校案内のための写真展示、ボランティア・トリップの資金集めのための宝くじ、日本式お化け屋敷、折り紙・けん玉・コマ回しなどの伝統的な日本の玩具紹介、ひな人形・鎧兜・鯉のぼり・駄菓子の販売などの日本の文化紹介、着付けの体験、書道の体験、茶道の体験、武道・音楽などのステージ・パフォーマンス、などが紹介される。

- - 5月中旬　School Musical
    - 出演者は全員生徒、公演に必要な仕事（衣装、メイク、舞台背景、大道具、小道具、照明、オーケストラ、会場設営、会場管理、など）も担当教員の指導のもと、生徒が行なう一大行事。これまでの演目

1995「Little Shop Of Horrors」
1996「Weird Romance」
1997「Bugsy Malone」
1998「Tom Sawyer」
1999「The Wizard Of Oz」
2000「It's A Wonderful Life」
2001「Peter Pan」
2002「Who Am I This Time?」
2003「Anything Goes」
2004「Into the Woods」
2005「Once On This Island」
2006「Seussical」
2007「Fiddler On The Roof 屋根の上のバイオリン弾き」
2008「Sweeney Todd」
2009「The Frogs」
2010「The 25th Annual Putnam County Spelling Bee」
2011「Xanadu」
2012「A Funny Thing happened On The Way To The Forum」
2013「Nine」
2014「Pippin」
2015 「Working」
2016 「In the Heights」
2017~2020 不明
2021　「Schoolhouse Rock Live!」

## 日常生活
一週間のうち5日が授業日である。食事はカフェテリアで食べる事ができ、授業日、休日共に3回提供される。清掃は現地のクリーニングスタッフが行うが机のまわりの物や机の上は自分で整理しなければならず、全生徒の自室の整頓状況は担当者に確認される事になっている。洗濯はシーツ類と枕カバー以外、各自で寮内の洗濯室（ランドリールーム）ですることになっている。

## 進路
この学校の卒業生は主に日本の大学または欧米の大学に進学するため、それぞれ欧米人のカウンセラーと日本人のカウンセラーが一人ずつ対応している。生徒に対して学校はカウンセリング、ガイダンス、資料・情報の提供、出願手続き等の進路指導を行う。どのプログラムを受けて卒業しても生徒は在外教育施設としての卒業資格を得る事が出来る。
Main Bilingual Program (MBP)
このプログラムは日本の大学に進学するための準備を行えるプログラムである。しかし、単に受験用の勉強をするのではなく、ESLによって高度な英語力を養成しながら、他教科において思考力・表現力を重視した教育を行い、結果として日本の大学への進学にも対応できるプログラムである。このプログラムを選択した者はESLと日本語教科の授業を並行して受ける事になる。
Advanced English Program (AEP)
このプログラムはアメリカ・カナダを中心とする海外の大学へ進学するための準備プログラムである。このプログラムを選択した者は英語の授業に重点をおき、海外の大学へ進学して学習する準備をしながらほとんどの科目を英語を使って英米の高校と同じ内容・スタイルで学習する事になる。

## 生徒指導
この学校は全寮制であることからか、生徒指導は生徒に密着したものになっている。時間の厳守、礼儀作法、服装規定等、普通の日本の高等学校にあるもの以外にもこの学校独自のものがある。
Cross(X)
遅刻、宿題忘れ等があった場合、それらを個人別にCross(X)を付ける事で記録していく制度である。学期末になると清算することが出来るが、もしそれの前にCross(X)が三個たまると次の段階に進む事になる。学習関係のCross(X)と生活上の問題でのCross(X)は区別されており、前者をAcademic Cross、後者をDiscipline Crossと言う。
Friday Night Detention
Cross(X)が3つたまるとその生徒は学習関係のCross(X)3つならば1時間ずっと学習、生活上の問題でのCross(X)は1時間ずっと座って反省していなければならない制度である。その名の通り、金曜日の午後7~10時にある。Cross(X)3個につき1時間受ける事になっており、一回に最大3時間受ける、つまり4時間分以上なら次週のFriday Night Detentionに持ち越しとなる。重大な違反や基本的な規則に反することをすると、一発でこれを宣告される事もある。
Social Probation
重大な違反行為が認められた場合、又は、一週間のうちに通算4時間以上のDetentionを課せられた場合、特別指導として1~2週間の謹慎期間が与えられる制度である。この期間中、生徒はDaily Reportと言う報告書を書かなければならない。また、その謹慎期間中にその生徒が不品行を重ねた続けた場合、In School Suspentionを受ける事になる。
In-School Suspension
さらに重大な違反行為が認められた場合、又は、一週間の内に通算8時間以上のDetentionを課せられた場合は、1~2週間のIn-School Suspensionを受ける事になる。これを受けている生徒は全ての授業及びスタディーホールへの参加は認められるが、それ以外は食事時間を除き、寮内の自室で謹慎していなければならない制度である。これを受けている生徒がいる部屋へは、その人の同室の人以外は入る事が出来ない。この特別指導はその生徒が不品行を続けた場合、Home Suspension、さらには退学処分を受ける事になると言う重大な警告でもある。
Home Suspension
重大な問題行動や度重なる違反行為があった場合は校長及び生徒部長の判断により、保護者のもとでの反省を促す制度である。この特別指導はその生徒が不品行を続けた場合、退学勧告を受けると言う重大な警告でもある。